# 산후안바우티스타 (파라과이)

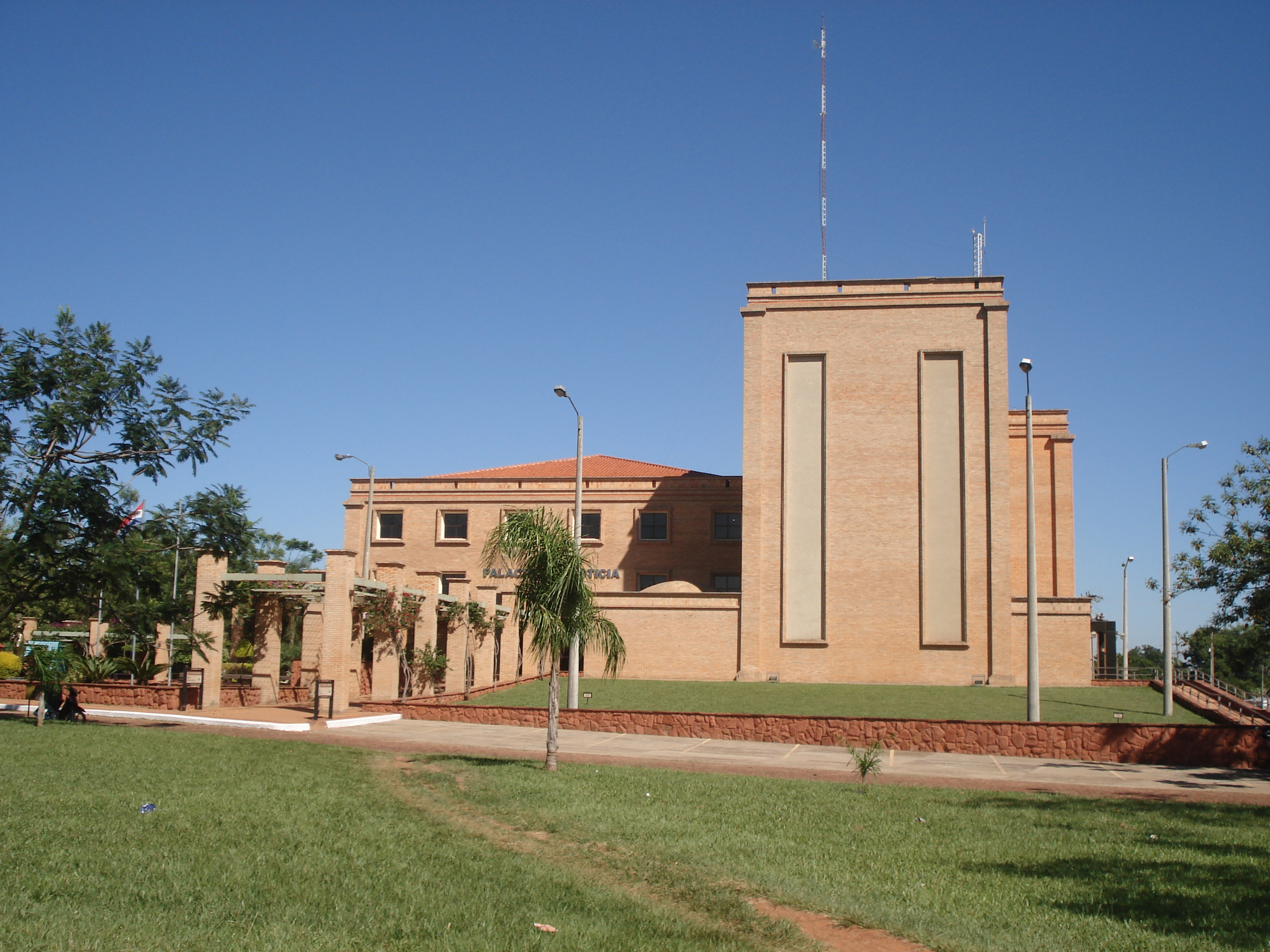
산후안바우티스타 법원 청사

산후안바우티스타(스페인어: San Juan Bautista)는 파라과이의 도시로 미시오네스 주의 주도이며 면적은 2,300km2, 높이는 61m, 인구는 16,593명이다.